# Walter Neumann (Schriftsteller)

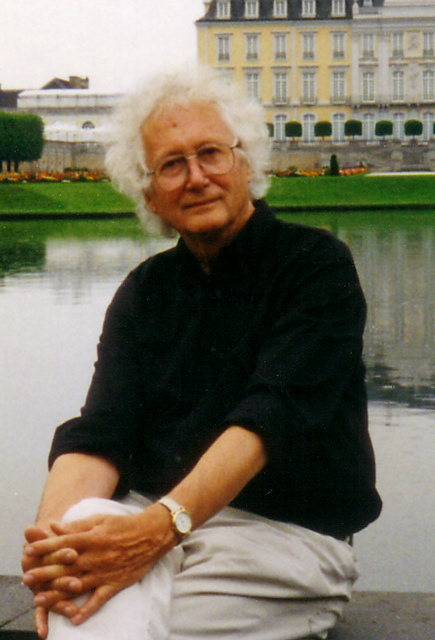
Walter Neumann im Jahr 2004

Walter Neumann (* 23. Juni 1926 in Riga; † 9. Dezember 2022 in Aystetten) war ein deutscher Schriftsteller.

## Leben
Walter Neumann entstammte einer deutschbaltischen Familie; sein Vater war Bankbeamter, die Mutter Sekretärin. Er besuchte die deutsche Grundschule in Riga. 1939 musste die Familie infolge des Deutsch-Sowjetischen Grenz- und Freundschaftsvertrags aus Lettland aussiedeln und lebte ab 1940 im westpreußischen Thorn, wo Walter Neumann das Gymnasium besuchte. Im Frühjahr 1944 wurde er zur Wehrmacht eingezogen. Er nahm als Soldat am Zweiten Weltkrieg teil und geriet 1945 in amerikanische Kriegsgefangenschaft, aus der er Ende 1945 nach Bielefeld entlassen wurde.
In Bielefeld war er zunächst Tiefbauarbeiter und dann bis 1947 als Dolmetscher für die britischen Besatzungsbehörden tätig. Von 1947 bis 1949 absolvierte er eine Maurerlehre und  arbeitete anschließend in diesem Beruf. Von 1951 bis 1962 war er als Technischer Zeichner und Techniker bei den Bielefelder Stadtwerken angestellt; von 1962 bis 1989 war Neumann als Bibliothekar in der Stadtbibliothek Bielefeld tätig. Nachdem er 1969 die Ausbildung zum Diplom-Bibliothekar am Bibliothekar-Lehrinstitut des Landes Nordrhein-Westfalen in Köln erfolgreich absolviert hatte, betreute er bis 1989 als Lektor der Stadtbibliothek Bielefeld das Fachgebiet Literatur- und Sprachwissenschaft. Ab 1961 veröffentlichte Neumann eigene schriftstellerische Werke. Von 1964 bis 1981 leitete er die Bielefelder „Autorenlesungen im Bunker Ulmenwall“ und 1980 eine dreimonatige Internationale Arbeitszeit für Autoren. Von 1990 bis 2004 lebte er am Bodensee, wo er die Meersburger Autorenrunde gründete. Er lebte in Aystetten.
Walter Neumanns Werk besteht in erster Linie aus Lyrik, daneben war er aber auch als Verfasser von Erzählungen, Reiseberichten und Hörspielen sowie als Herausgeber literarischer Anthologien hervorgetreten. Er hat Beiträge in 133 deutschen und ausländischen Anthologien veröffentlicht sowie ca. 1.000 kultur- und literaturkritische Beiträge in Zeitungen, Zeitschriften und im Rundfunk.
Walter Neumann war von 1965 bis 2005 Mitglied des Verbandes deutscher Schriftsteller und seiner Vorläuferorganisation Westdeutscher Autorenverband. Seit 1973 war er Mitglied des PEN-Zentrums Deutschland. Er war außerdem Mitglied der Ernst-Meister- und der Georg-Herwegh-Gesellschaft, des Internationalen Bodenseeclubs sowie Ehrenmitglied der Gesellschaft für zeitgenössische Lyrik.

## Auszeichnungen
- 1968 Reisestipendium des auswärtigen Amtes.
- 1975 Reisestipendium der Rheinisch-Westfälischen Auslandsgesellschaft.
- 1981 Förderpreis zum Andreas-Gryphius-Preis.
- 1989 Eichendorff-Literaturpreis

## Werke
- Moderne Prosa.Essay. Bielefeld 1963
- Shakespeare.Bibliografie. Bielefeld 1964
- Biographie in Bilderschrift.Gedichte. Darmstadt 1969
- Klares Wasser.Gedicht. Bielefeld 1970
- Deutung eines Gedichts von Stéphane Mallarmé, Peter-Presse, Darmstadt, 1971
- Grenzen.Gedichte. Dortmund 1972
- Mots-clés.Gedichte. Paris 1973
- Die deutsch-baltische Literatur.Essay. Dortmund 1974
- Stadtplan.Erzählungen. Wuppertal 1974
- Jenseits der Worte.Gedichte. München 1976
- Lehrgedicht zur Geschichte.Gedichte. Frankfurt am Main 1977
- Lektoratsarbeit an öffentlichen Großstadtbibliotheken, dargestellt am Beispiel der    Stadtbibliothek Bielefeld.Essay. Bielefeld 1977
- Konkrete und experimentelle Literatur.Essay. Bielefeld 1978
- Überlegungen zum Abschluss der „Internationalen Arbeitszeit für Autoren“.Rückblick. Bielefeld 1981
- Goethes Begriff der Weltliteratur in seiner politischen Bedeutung. Essay. Bielefeld 1982
- Mitten im Frieden. Gedichte. Berlin 1984
- Ein Tag in Riga. Gedichte. Riga 1994
- Der Flug der Möwen. Gedichte. Eisingen 1996
- Wintergespräch.Gedichte. Warszawa 1996
- Helle Tage.Gedichte. Uhldingen 1997
- Eine Handbreit über den Wogen. Erzählungen. Weissach i.T. 1999
- Die Bewegung der Erde. Gedichte. Waldburg 2001
- Botschaften der Liebe. Gedichte Warszawa 2001
- Die Ankunft des Frühlings. Gedichte. München 2004
- In den Gedächtnisfächern.Gedichte. München 2006
- In Worten graben. Gedichte. Collection Montagnola Nr 1.ARS LITTERA. Norderstedt 2013

Außerdem Beiträge in 125 deutschen und 8 ausländischen Anthologien.

### Herausgeberschaft
- Nobelpreisträger für Literatur von 1945 bis 1962. Bibliografie. Bielefeld 1962
- 10 Jahre Autorenlesungen im Bunker Ulmenwall. Dokumentation. Bielefeld 1971
- Im Bunker. 1. 100 X Literatur unter der Erde. Recklinghausen 1974. 2. 50 x Literatur unter der Erde. Anthologien. Duisburg 1979
- Sie schreiben zwischen Paderborn und Münster. Bibliografie. Wuppertal 1977 (zusammen mit Hugo Ernst Käufer)
- Bibliothek der Stadt – Bibliothek der Bürger. Dokumentation. Bielefeld 1980
- Wir sind aus eurem Glück gestanzt. Anthologie. Bielefeld 1981
- Grenzüberschreitungen oder Literatur und Wirklichkeit. Anthologie. Bremerhaven 1982
- Landmarken, Seezeichen.Anthologie. Waldburg 2001 (zusammen mit Josef Hoben)

### Übersetzungen
- Jānis Rainis: Der Sonnenthron. Gedichte. Berlin 1990.

## Rezeption
„Aufzeichnungen einer Generation, die durch Krieg, Geschichte, Anfechtung, Tod gegangen ist und das Private, das an persönlicher Erfahrung ist, umzusetzen verstehen ins Modellhafte“

„Walter Neumann drückt die notwendigen Zweifel an der Kommunikationskraft der Lyrik aus, die zum Ausgangspunkt für ein vielseitiges und spürbar von einer starken Persönlichkeit geprägtes Dichten wird.“

„His Poems avoid dramatic gestures and are all the more convincing for that“

„Neumanns Gedichte sind Herausforderungen an den Leser, in denen die wahrgenommene Gegenwart durchlässig wird“

„In den Gedichten Walter Neumanns kommt die Menschenfreundlichkeit zur Sprache, und die Unfreundlichkeit der Verhältnisse wird nicht verschwiegen“